# Hogar (película española)
Hogar es una película española de thriller y Terror de 2020 escrita y dirigida por los hermanos Pastor (Álex y David). Está protagonizada por Javier Gutiérrez, Mario Casas, Bruna Cusí y Ruth Díaz. Se estrenó el 25 de marzo de 2020 en Netflix en todo el mundo y ha recibido comentarios mixtos por parte de los críticos profesionales.[cita requerida]

## Trama
Javier (Javier Gutiérrez) es un exejecutivo publicitario que, en su día, se hizo rico haciendo anuncios de utensilios de cocina bajo el eslogan "La vida que te mereces". A día de hoy, sin embargo, su realidad es otra: lleva un año en el paro, le cuesta encontrar trabajo, y ya no puede permitirse el alquiler del lujoso apartamento en el que él y su familia vivían, por lo que han tenido que dejarlo y mudarse a un viejo piso de propiedad que poseían en un barrio mucho más modesto. Cuando Javier descubre que, por algún motivo, aún tiene un juego de llaves perteneciente a su anterior piso, decide infiltrarse en la vida de la familia que ahora lo ocupa - formada por el padre de familia Tomás (Mario Casas), su esposa Lara (Bruna Cusí) y su hija Mónica (Iris Vallés) -, con intención de recuperar su vida anterior de formas cada vez más perversas.

## Reparto
- Javier Gutiérrez como Javier Muñoz.
- Mario Casas como Tomás.
- Bruna Cusí como Lara.
- Ruth Díaz como Marga.
- Iris Vallés como Mónica.
- Cristian Muñoz como Dani.
- David Ramírez como Damián.
- David Selvas como Darío.
- David Verdaguer como Raúl.
- Vicky Luengo como Natalia.
- Raül Ferre como Lucas.
- Ernesto Collado como el profesor.
- Yaneys Cabrera como Araceli.
- Eli Iranzo como Amparo.
- Julia Molins como la chica joven.
- Natalia García como Valentina Costa.

## Producción
Los directores de Hogar, David y Álex Pastor, fueron premiados con el Premio Gaudí a Mejor Película en lengua no catalana por Los últimos días (2013).

## Estreno
Hogar se estrenó en Netflix el 25 de marzo de 2020 en todo el mundo, usando el título The Occupant (El ocupante traducido literalmente al español) en los países angloparlantes. Se iba a preestrenar en el Festival de Málaga antes de su llegada a Netflix, compitiendo en la sección oficial del festival, pero el festival fue aplazado el 10 de marzo de 2020, tres días antes de su inauguración y 15 antes del estreno de la película en Netflix, debido a la pandemia del coronavirus.

## Rodaje
La grabación de la película comenzó el 25 de noviembre de 2018 y acabó el 10 de abril de 2019. El lugar elegido para ello fue Barcelona.
En la película aparecen dos actores de renombre. Por una parte, la actriz Ruth Díaz que ya había trabajado con Mario Casas en Bajo la piel de lobo, estrenada en 2017. Por otra parte, Javier Gutiérrez, ganador de dos Premios Goya. El primero lo obtuvo en 2015 como Mejor actor protagonista en La isla mínima y el segundo como Mejor Actor Protagonista por El Autor en 2018.

## Recepción
Hogar ha recibido críticas mixtas-positivas por parte de los críticos globales, con una puntuación "fresh" en Rotten Tomatoes del 65%. 
En España, las tres críticas provenientes de críticos españoles listadas en FilmAffinity son positivas. Javier Ocaña de El País apuntó que la película «[desplegaba] su relato con interesantes apuntes sociales y a través de un tono de thriller de intriga» y concluyó que «con un excelente grupo de intérpretes comandados por Javier Gutiérrez, los Pastor han vuelto con convicción al largometraje». Luis Martínez de El Mundo le dio a la película tres de cinco estrellas y la describió como un «cambio de registro» por parte de los hermanos Pastor, lejos de sus distopías Infectados y Los últimos días; y como «una brillante descripción del virus que sigue ahí y que siempre llevamos dentro» y una historia de cómo «el confinamiento deja de ser un accidente para pasar a convertirse en la única descripción posible de lo que somos», y negó las comparaciones con Parásitos, diciendo que «cualquier parecido con [la cinta surcoreana], además de casualidad es oportuno». Fausto Fernández de Fotogramas fue uno de los mayores defensores de la película, dándole cuatro de cinco estrellas y diciendo que la película «se gusta en su variación de terror de cámara urbano, conyugal y equívoco sexualmente» y describiendo al protagonista como «la pesadillesca y naturalista encarnación de las plagas que asolaban [las] anteriores cintas [de los hermanos Pastor]».
Fuera de España, sin embargo, la película fue recibida de forma más crítica por parte de los críticos. Roger Moore de Movie Nation le dio a la película tan solo una estrella y media de cuatro, diciendo que la película «no quiere jugar bajo [las] reglas [del thriller lento]» y que el guion y caracterización «nunca dejan [al espectador] invertir en [el] personaje [de Javier Muñoz], o en cualquier otro», concluyendo que «cuando el fuego es tan lento llegando a hervir, es mucho más fácil simplemente encogerse de hombros y cambiar a un thriller con más sentido». Amy Nicholson de The New York Times fue aún más crítica con la película, diciendo que la película «busca reconvertir el thriller basura de acosadores de los 90» pero que también «ignora el desarrollo de personajes y meramente aparta su mirada de sus frustraciones con el capitalismo», además de llamar al protagonista un «zoquete» y un «cabeza hueca que vio la tele por los anuncios», concluyendo que «si [el protagonista] pusiese el mismo esfuerzo en su portafolio que en ser malvado, tendría un coche deportivo por cada día de la semana« y que «entonces quizá su historia tendría a dónde ir». Jonathon Wilson de Ready Steady Cut fue más benévolo con la película, dándole tres de cinco estrellas, elogiando la actuación de Gutiérrez y asumiendo que «el inicio ligeramente poco habitual» y los temas del estatus social, el materialismo y la sociopatía en espiral «le dan [a la película] un toque de pintura con sabor fresco, listo para el streaming», pero concluyó que la película «es demasiado larga y superficial para convertirse en un memorable regreso del thriller de acosadores». John Serba de Decider, en una escala de puntuación que incluye tan solo los verbos imperativos "Stream it (bájatela)" o "Skip it (pasa de ella)", le dio a la película la puntuación de "Skip It", confesando que, a raíz de la película de 2015 Selfless (que los hermanos Pastor no dirigieron, pero de la que sí escribieron el guion), predijo que, en algún punto, se convertiría en «un thriller absurdo» al saber que era de ellos, y que ese punto era «al final del segundo acto», además de calificar el final de «estúpido» y describir a la película como «Parásitos cruzado con La mano que mece la cuna» y concluir que es «un alargamiento largo y lento de un cigarro mediocre» y que «quizá sea mejor [verla] después haberse tomado tres copas».
Sin embargo, Sean Collier de Pittsburgh Magazine escribió una crítica muy positiva, puntuando a la película con un total de 8 sobre 10, diciendo que «la película pasa con pericia del drama al thriller» y que Hogar «es un triunfo. El guión de los hermanos Pastor es una joya, un modelo de cómo fluir naturalmente de un género a otro». 
En otra crítica positiva, Ann Hornaday, en The Washington Post, alabó sus «líneas claras, diseño visual estilizado y una absorbente interpretación protagonista de (Javier) Gutiérrez, que tiene la energía compacta y contenida de Anthony Hopkins en sus momentos más contenidamente volátiles». 
En Clarín, Pablo Scholz la calificó de Buena, diciendo «este thriller español logra entretener, con suspenso» .
Diego Batlle de la página web OtrosCines.com en Argentina le dio a la película tres estrellas de cinco, describiendo su arranque como «una impiadosa mirada al estado de las cosas para los profesionales maduros» y su segunda mitad como «[una] apuesta de lleno por recursos clásicos del thriller psicológico [...] con resultados aceptables, pero no particularmente creativos ni sorprendentes». Dhrub Sharma de TheCinemaholic en Canadá también le dio a la película un tres de cinco, elogiando la actuación de Gutiérrez y el desarrollo del villano protagonista, al que describe como «verdaderamente creíble y convincente», además de citar el realismo del guion, pero criticó el tercer acto de la película por abandonar ese realismo y, por ende su impacto, así como el final por «mantener el interior de [la] mente [del protagonista] unidimensional», concluyendo que la película es «una mirada de una sola vez decente y nada más». Karina Adelgaard de Heaven of Horror en Dinamarca le dio a la película su crítica más positiva fuera de España, dándole un cuatro de cinco y elogiando el reparto y el final, recomendando la película para todos aquellos que les gusten el género del thriller de acosadores.